# 움베르토 칼리가리스
움베르토 칼리가리스(이탈리아어: Umberto Caligaris umˈbɛrto kaliˈɡaːris[*]; 1901년 7월 26일, 피에몬테 주 카살레 몬페라토 ~ 1940년 10월 19일, 피에몬테 주 토리노)는 이탈리아의 전 국가대표 축구 선수로, 주로 좌측 수비수로 활약했으며, 현역 시절에 카살레와 유벤투스를 거쳐 브레시아에서 은퇴했다. 유벤투스 소속으로, 그는 1930년부터 1935년까지 세리에 A 5회 연속 우승의 기록을 세웠다. 그는 이탈리아 국가대표팀에서도 큰 성공을 거두었는데, 1928년 하계 올림픽에 참가해 동메달을 목에 걸었고, 1934년 월드컵에 이탈리아 선수단 일원으로 참가해 월드컵 우승도 거두었다.그는 이탈리아 국가대표팀 경기에 59번 출전해 당시 역대 최다 출전 기록을 세워 오랜 기간 기록을 지켰다. 현역 은퇴 후, 그는 감독으로도 활동했는데, 전 소속 구단인 브레시아와 유벤투스를 지도했다.

## 경력
피에몬테 주 카살레 몬페라토 출신인 칼리가리스는 현역 처음 9년을 고향 카살레에서 보냈다. 그는 1919년 10월 12일에 지역 숙적 발렌차나와의 경기에서 카살레 신고식을 치렀고, 경기는 카살레의 3-1 승리로 끝났다. 카살레는 프리마  카테고리아(세리에 A 전신)에 속한 구단으로 1914년에 리그 우승을 거두었다. 그러나, 카살레는 그가 활약하는 와중에 리그 우승을 재현할 수 없었지만, 두 차례 북부 이탈리아의 주대항전 준결승전에 올랐지만, 더 좋은 성적을 거둔 적은 없었다.

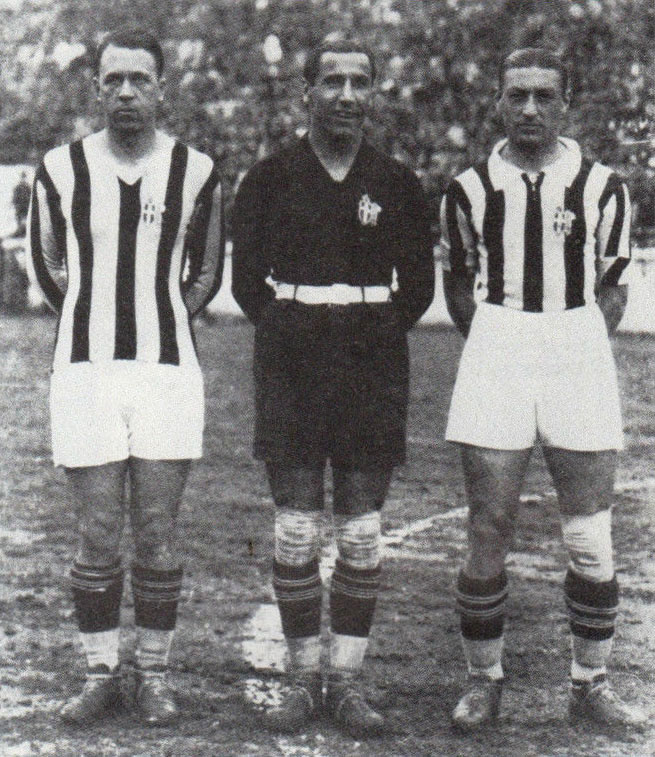
1930년대 전간기의 전설적인 백흑군단(Bianconeri)의 수비진인 우측 수비수 비르지니오 로세타, 골키퍼 잔피에로 콤비, 그리고 좌측 수비수 움베르토 칼리가리스

다만, 이탈리아 국가대표팀은 그의 재능을 알아보았다.  그는 1922년 1월 15일에 당대 강호 오스트리아와의 밀라노 경기에서 처음으로 출전했다. 그는 비르지니오 로세타를 대신해 우측 방어를 맡았고, 1910년부터 이탈리아의 좌측 수비를 맡은 제노바 출신의 렌초 데 베키(당시 지지자들로부터 "신의 아들"로 칭함)가 반대쪽을 맡았다. 그 때부터 데 베키가 1925년 3월에 푸른 유니폼을 반납할 때까지 로세타와 칼리가리스는 우측 수비 자리를 놓고 경쟁했다. 그는 1924년 하계 올림픽에 이탈리아 선수단으로 참가해 스페인전에서 로세타와 처음으로 협력했고, 1927년과 1930년 사이에 벌어진 중부 유럽 국제컵도 이탈리아 대표로 참가해 우승했다.
1928년 하계 올림픽에서 동메달을 획득한 칼리가리스는 카살레를 떠나 유벤투스로 이적했고, 1929년 10월 6일에 3-2로 이긴 나폴리와의 안방 경기에서 백흑 군단 세리에 A 신고식을 치렀다. 여기에서 두 측면 수비수는 이탈리아 국가대표 골키퍼 잔피에로 콤비와 함께 믿음직한 수비진을 구성했다. 유벤투스는 1930년부터 1935년까지 연속으로 리그 우승 방패를 쟁취했었다.
칼리가리스는 이탈리아의 주장으로 1931년과 1934년 사이에 활동했다. 그가 마지막으로 출전한 1934년 2월 11일 경기는 첫 경기와 마찬가지로 오스트리아를 상대했다.(비록 이탈리아 선수단의 한 선수였던 칼리가리스는 1934년 월드컵에 참가했지만, 이탈리아 선수단이 우승을 거둔 대회의 한 경기도 나서지 못했다.)
그가 세운 59경기 출전 기록은 당시 역대 최고였지만, 1971년이 되어서야 자친토 파케티가 그의 기록을 넘어섰다.
칼리가리스는 1939년부터 사망하기 전까지 유벤투스를 지도했다. 1940년 9월 10일, 칼리가리스는 토리노에서 현장에 복귀해 유벤투스 전 선수단과 현장에 섰고, 잔피에로 콤비와 비르지니오 로세타와 같은 그의 구단 동료들도 참석했지만, 그는 몇 분 만에 경기를 중단하고 구장을 떠나야 했다: 병원에 간 그는 동맥류로 쓰러졌다.

## 후평
1970년대 시절, 연간 U-21 축구 대회가 그의 이름을 본따 대회명으로 쓰였다. "칼리가리스" 국제 대회는 고향인 카살레 몬페라토에서 진행되었다.

## 경기 방식
성공적인 좌측 수비수인 칼리가리스는 손꼽히는 당대 이탈리아 최고의 수비수이다. 강인하고, 거칠게 걸어넘어뜨리며, 끈질긴 성격의 소유자인 그는 주력, 활동량, 체력, 그리고 공중 경합 능력으로 알려졌는데, 이후 훌륭한 기술력을 선보이는데 이바지했다.

## 수상

### 유벤투스[2][3]
- 세리에 A: 1930–31, 1931–32, 1932–33, 1933–34, 1934–35

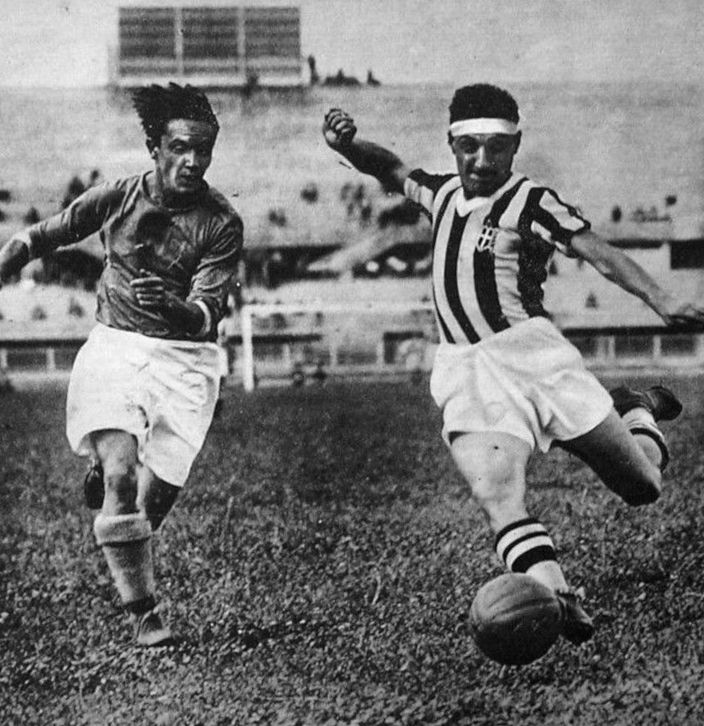
미트로파컵에서 우이페슈트 선수를 상대하는 칼리가리스(오른쪽)

### 이탈리아
- FIFA 월드컵 : 1934
- 하계 올림픽 동메달 : 1928
- 중부 유럽 국제컵 : 1927-30, 1933-35